# منزنت
منزنت (به انگلیسی: Manzanate) با فرمول شیمیایی C۸H۱۶O۲ یک ترکیب شیمیایی است. که جرم مولی آن ۱۴۴٫۲۱ g/mol می‌باشد. 